# Оріховець (Тернопільський район)
Орі́ховець — село в Україні, у Підволочиській селищній громаді Тернопільського району Тернопільської області. Розташоване на річках Збруч і Сновида, на сході району. До 2015 адміністративний центр сільської ради.
Від вересня 2015 року ввійшло у склад Підволочиської селищної громади.
Населення — 781 особа (2003).

## Історія
Поблизу села виявлено археологічні пам'ятки черняхівської культури.
Перша писемна згадка — 1581 року як містечко.
Діяли «Просвіта», «Сільський господар» та інші українські товариства, кооператива.
У 1931 році в селі проживало 1269 жителів, з них 824 поляки, 387 українців і 58 євреїв.
12 червня 2020 року, відповідно до розпорядження Кабінету Міністрів України  № 724-р «Про визначення адміністративних центрів та затвердження територій територіальних громад Тернопільської області», увійшло до складу Підволочиської селищної громади.
19 липня 2020 року, в результаті адміністративно-територіальної реформи та ліквідації Підволочиського району, село увійшло до складу новоствореного Тернопільського району.

## Пам'ятки
Є Церква Покрови Пресвятої Богородиці (1889, мурована, УГКЦ), капличка Божої Матері (2002), «фіґура» на честь скасування панщини (відновлена 1992).

Споруджено пам'ятники воїнам-односельцям, полеглим у німецько-радянській війні (1971), Тарасу Шевченку (1992), насипана символічна могила Борцям за волю України (1990).

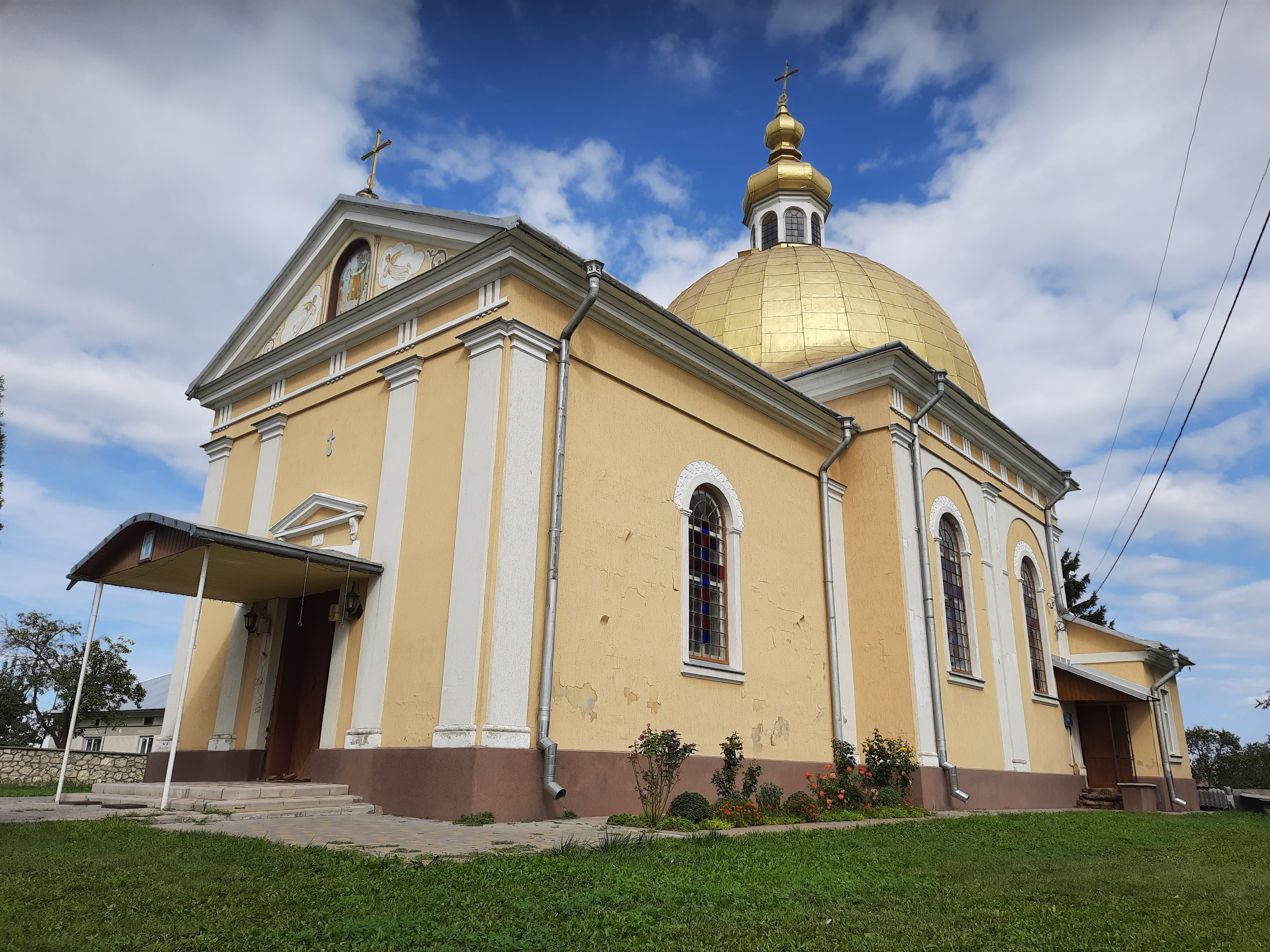
Церква Покрови
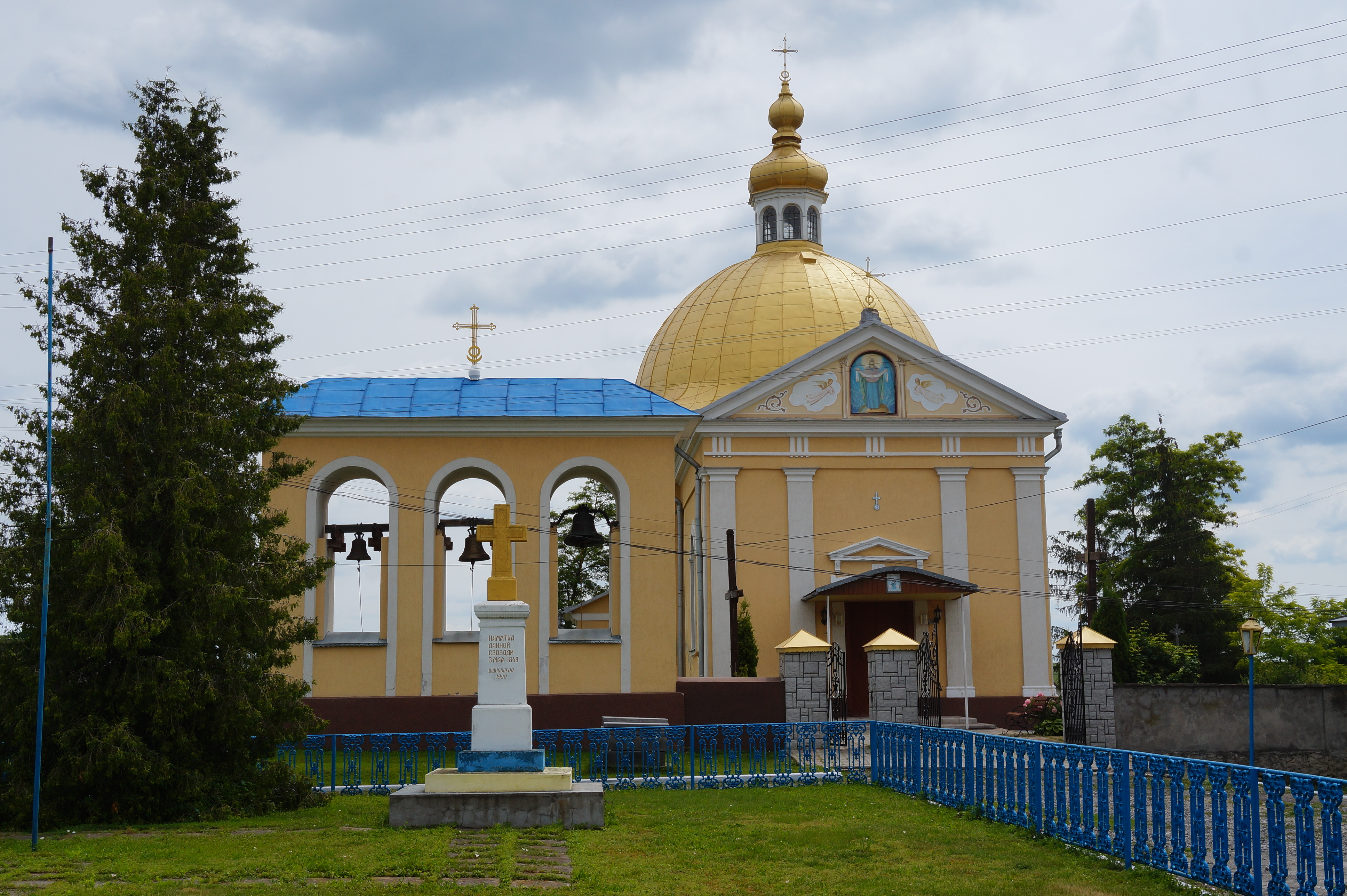
церква Покрови,1889 рік та хрест на честь скасування панщини
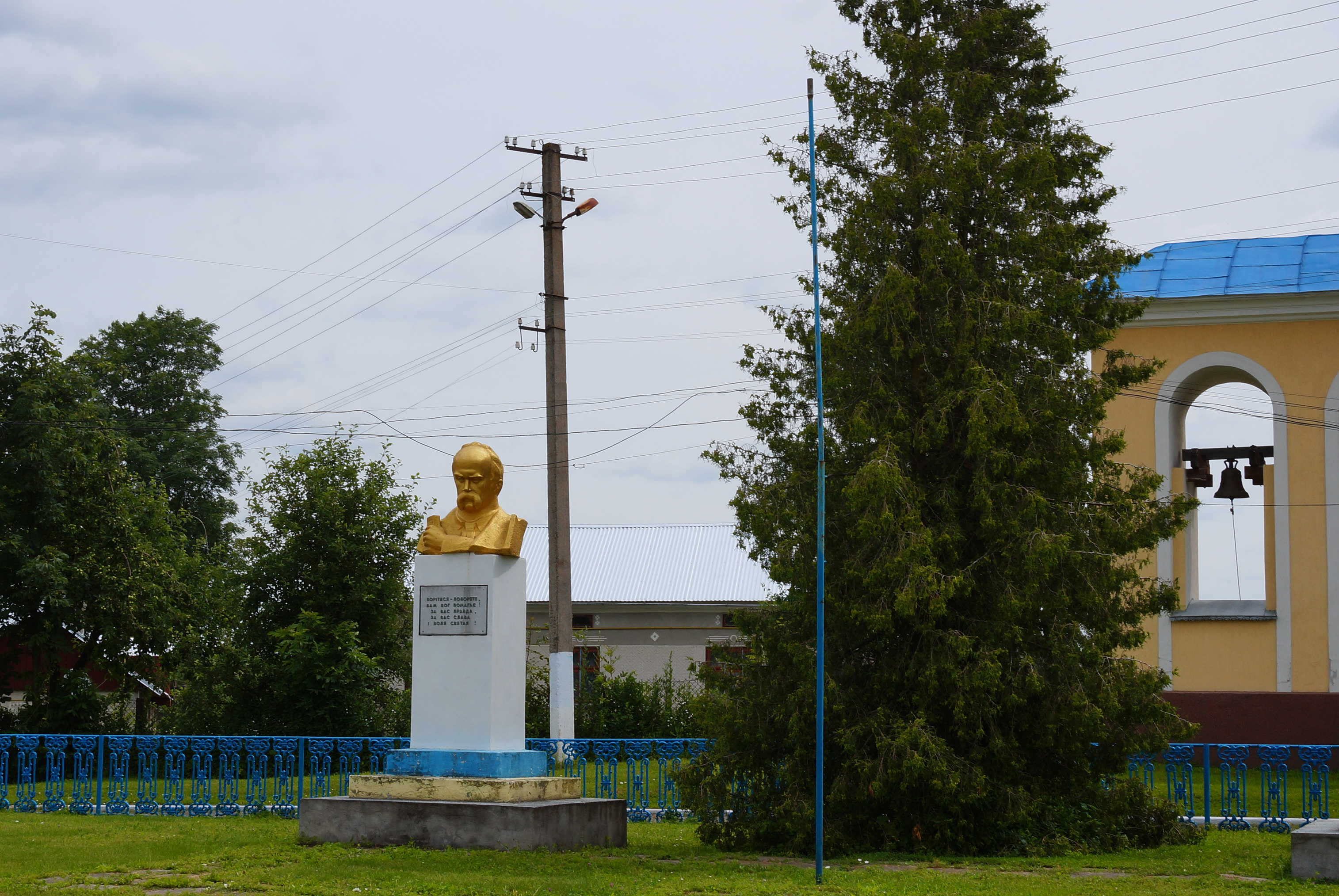
пам'ятник Шевченку
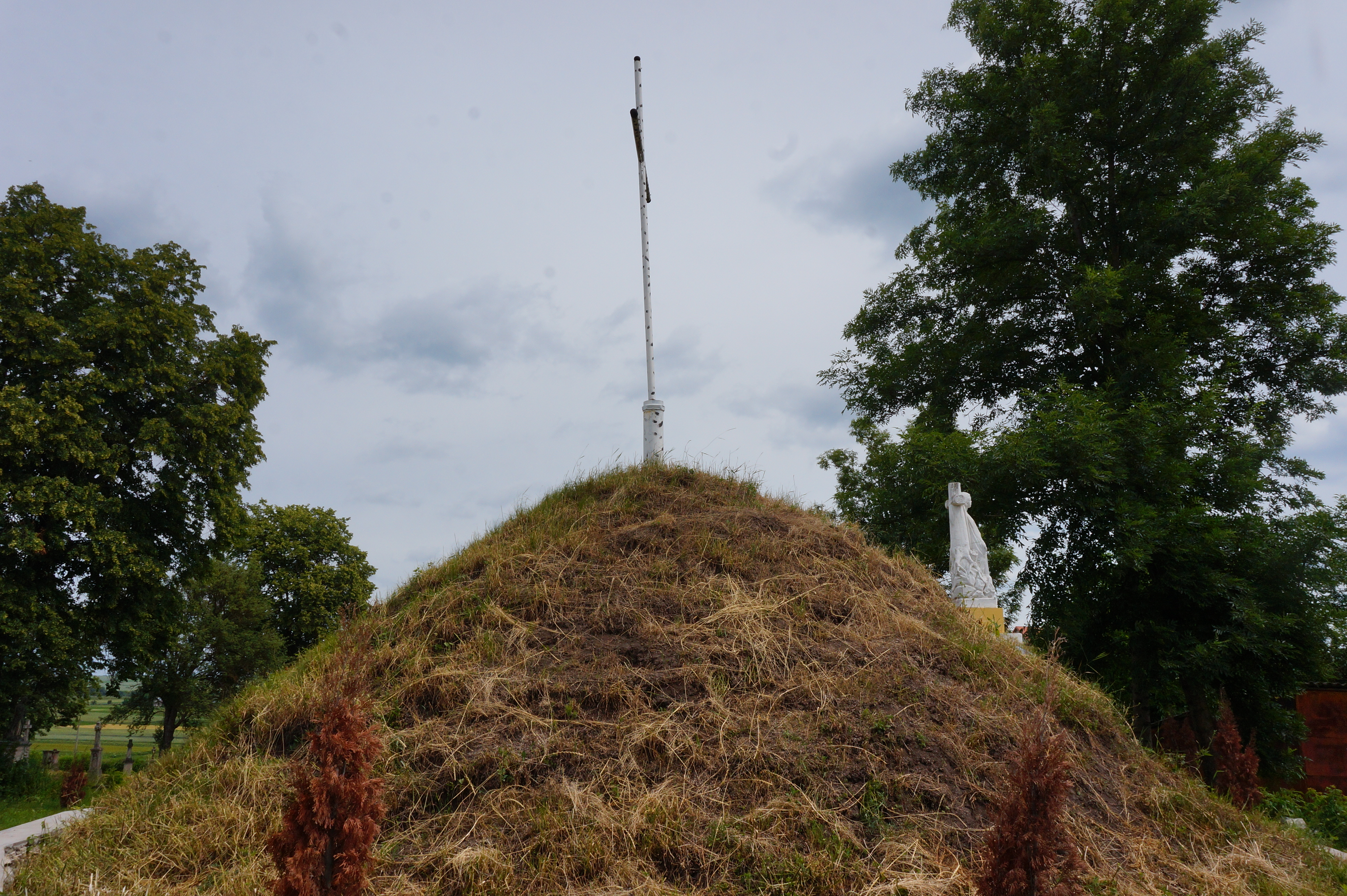
курган УПА
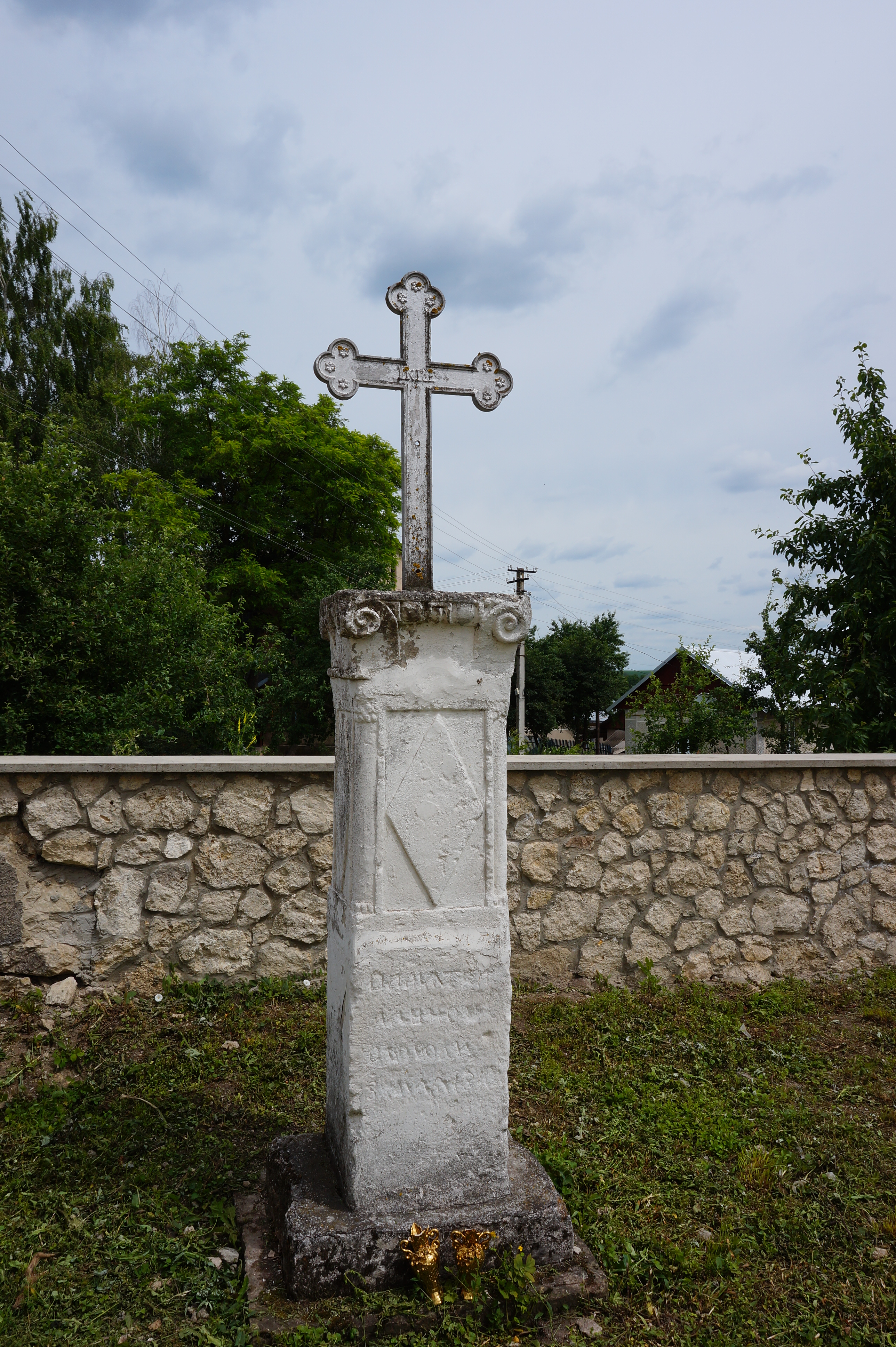
старий хрест скасування панщини

## Соціальна сфера
Працюють ЗОШ 1-3 ступ., Будинок культури, бібліотека, ФАП, відділення зв'язку, торговельний заклад.

## Відомі люди

### Народилися
- Євген Дорош (1948—2009) — український краєзнавець,
- Мирослав Білик (*1948) — громадський діяч, архітектор
- Іван Каптій (1908—?) — громадський діяч,
- Ігор Новак (1983—2015) — військовик, учасник АТО.
- Д-р Ратич Іриней Борисович — біохімік[3]
- о. Леонтій Куницький (1876—1961) — галицький церковний і політичний діяч.